# Акбузат (опера)
«Акбузат» (башк. Аҡбуҙат) — одна з перших казково-історичних башкирських опер. Музика композиторів уродженця Одеси Антоніо Спадавекія та башкирського пісенника Халика Заїмова, лібрето на основі однойменного башкирського епосу (кубаїру) написали Баязит Бікбай і Кадир Даян.

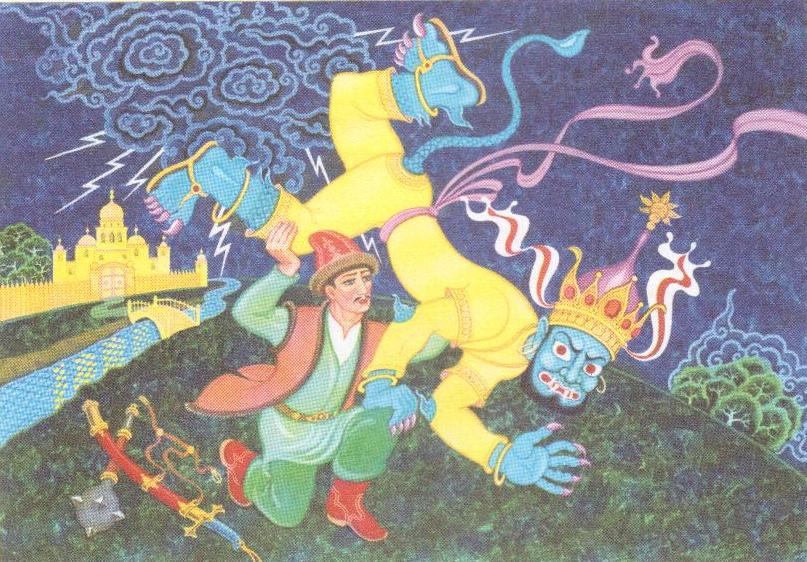
Боротьба батира з девом

## Сюжет
Опера складається з трьох дій і розповідає про боротьбу батира (героя) за щастя людей, за торжество справедливості.

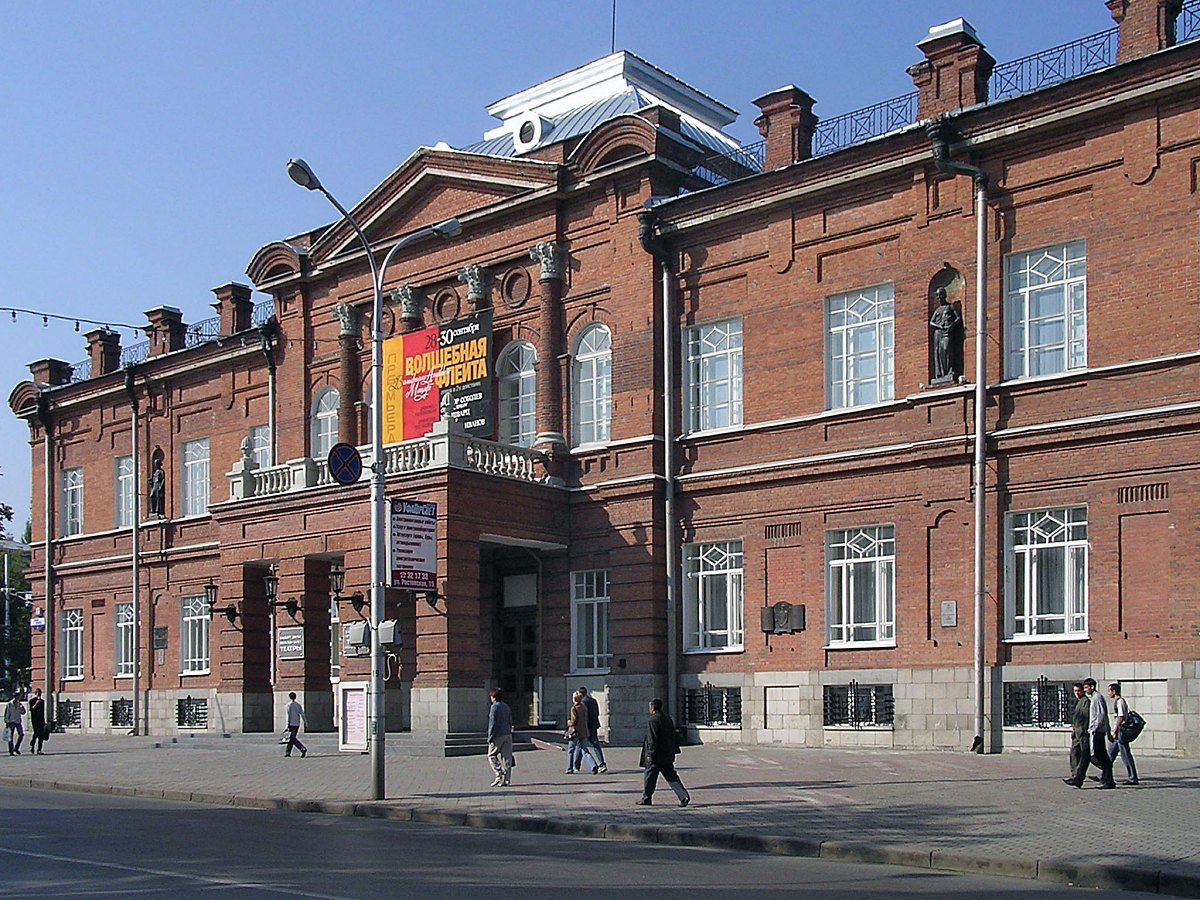
Башкирська державний театр опери і балету. Уфа

Головний герой епосу Хаубан іде в підводне царство злого і підступного правителя Шульгена на пошуки вкраденого девами чарівного крилатого богатирського коня Акбузата і алмазного меча Урал-батира.
Він знищує девів і драконів, руйнує підводне царство Шульгена, розрубує правителя підводного царства на дрібні шматочки, а мешканців перетворює на змій, жаб і кажанів. Разом з конем він повертається на землю і звільняє свій народ від рабства хана Масима. Рятує сімох батирів: Кипсак Батира, Катай Батира, Токлес Батира, Там'ян Батира, Юрмати Батира і Табин Батира, засновників семи башкирських родів.
Розгромивши ворогів і звільнивши вкрадених девами дівчат, Хаубан одружується з дочкою підводного царя — Неркес.

## Прем'єра опери «Акбузат»
Перша вистава опери «Акбузат» відбулася в Уфі 7 листопада 1942 на сцені Башкирського державного театру опери та балету. Диригент — Петро Славинський; постановка — Б. Г. Імашева; режисер — В. А. Неллі-Влад; художники — Галія Імашева і Мухамед Арсланов; балетмейстер — Х. Г. Сафіулин; хормейстер — Н. А. Болотов.
У головних ролях виступали: Хаубан — Ш. Кульбарисов і Неркес — Магафура Салігаскарова.